# Gran Premio d'Italia 1954
Il Gran Premio d'Italia 1954 fu l'ottava gara della stagione 1954 del Campionato mondiale di Formula 1, disputata il 5 settembre all'Autodromo nazionale di Monza. La manifestazione vide la vittoria di Juan Manuel Fangio su Mercedes, seguito dai ferraristi Mike Hawthorn e José Froilán González, che sostituì durante la gara l'italiano Umberto Maglioli.

## Vigilia

### Aspetti sportivi
Pochi giorni prima della gara venne reso noto che Villoresi vi avrebbe partecipato alla guida di una Maserati, dietro concessione della Lancia con cui era sotto contratto.

## Qualifiche
| Pos | No | Pilota                | Auto            | Squadra                   | Tempo  | Distacco |
| --- | -- | --------------------- | --------------- | ------------------------- | ------ | -------- |
| 1   | 16 | Juan Manuel Fangio    | Mercedes W196   | Daimler-Benz              | 1:59.0 | -        |
| 2   | 34 | Alberto Ascari        | Ferrari 625     | Scuderia Ferrari          | 1:59.2 | +0.2     |
| 3   | 28 | Stirling Moss         | Maserati 250F   | Privato                   | 1:59.3 | +0.3     |
| 4   | 14 | Karl Kling            | Mercedes W196   | Daimler-Benz              | 1:59.6 | +0.6     |
| 5   | 32 | José Froilán González | Ferrari 553     | Scuderia Ferrari          | 2:00.0 | +1.0     |
| 6   | 22 | Luigi Villoresi       | Maserati 250F   | Officine Alfieri Maserati | 2:00.2 | +1.2     |
| 7   | 40 | Mike Hawthorn         | Ferrari 625     | Scuderia Ferrari          | 2:00.3 | +1.3     |
| 8   | 12 | Hans Herrmann         | Mercedes W196   | Daimler-Benz              | 2:01.4 | +2.4     |
| 9   | 18 | Sergio Mantovani      | Maserati 250F   | Officine Alfieri Maserati | 2:01.6 | +2.6     |
| 10  | 24 | Roberto Mieres        | Maserati 250F   | Officine Alfieri Maserati | 2:01.7 | +2.7     |
| 11  | 30 | Maurice Trintignant   | Ferrari 625     | Scuderia Ferrari          | 2:02.3 | +3.3     |
| 12  | 44 | Jean Behra            | Gordini 16      | Equipe Gordini            | 2:02.4 | +3.4     |
| 13  | 38 | Umberto Maglioli      | Ferrari 625     | Scuderia Ferrari          | 2:03.5 | +4.5     |
| 14  | 20 | Luigi Musso           | Maserati 250F   | Officine Alfieri Maserati | 2:03.5 | +4.5     |
| 15  | 6  | Robert Manzon         | Ferrari 625     | Ecurie Rosier             | 2:04.7 | +5.7     |
| 16  | 10 | Peter Collins         | Vanwall Special | GA Vandervell             | 2:05.2 | +6.2     |
| 17  | 46 | Clemar Bucci          | Gordini 16      | Equipe Gordini            | 2:05.5 | +6.5     |
| 18  | 42 | Fred Wacker           | Gordini 16      | Equipe Gordini            | 2:08.0 | +9.0     |
| 19  | 8  | Jorge Daponte         | Maserati A6GCM  | Privato                   | 2:09.5 | +10.5    |
| 20  | 26 | Louis Rosier          | Maserati 250F   | Officine Alfieri Maserati | 2:11.0 | +12.0    |
| 21  | 2  | Giovanni de Riu       | Maserati A6GCM  | Privato                   | 3:47.9 | +108.9   |

## Gara

Un momento della corsa: la Ferrari di Ascari insegue la Mercedes carenata di Fangio.

| Pos | N° | Pilota                                 | Auto            | Giri | Tempo/Causa Ritiro | Pos. griglia | Punti |
| --- | -- | -------------------------------------- | --------------- | ---- | ------------------ | ------------ | ----- |
| 1   | 16 | Juan Manuel Fangio                     | Mercedes W196   | 80   | 2:47:47.9          | 1            | 8     |
| 2   | 40 | Mike Hawthorn                          | Ferrari 625     | 79   | +1 giro            | 7            | 6     |
| 3   | 38 | Umberto Maglioli José Froilán González | Ferrari 625     | 78   | +2 giri            | 13           | 2 3   |
| 4   | 12 | Hans Herrmann                          | Mercedes W196   | 77   | +3 giri            | 8            | 3     |
| 5   | 30 | Maurice Trintignant                    | Ferrari 625     | 75   | +5 giri            | 11           | 2     |
| 6   | 42 | Fred Wacker                            | Gordini 16      | 75   | +5 giri            | 18           |       |
| 7   | 10 | Peter Collins                          | Vanwall Special | 75   | +5 giri            | 16           |       |
| 8   | 26 | Louis Rosier                           | Maserati 250F   | 74   | +6 giri            | 20           |       |
| 9   | 18 | Sergio Mantovani                       | Maserati 250F   | 74   | +6 giri            | 9            |       |
| 10  | 28 | Stirling Moss                          | Maserati 250F   | 71   | +9 giri            | 3            |       |
| 11  | 8  | Jorge Daponte                          | Maserati A6GCM  | 70   | +10 giri           | 19           |       |
| Rit | 34 | Alberto Ascari                         | Ferrari 625     | 48   | Motore             | 2            |       |
| Rit | 22 | Luigi Villoresi                        | Maserati 250F   | 42   | Frizione           | 6            |       |
| Rit | 14 | Karl Kling                             | Mercedes W196   | 36   | Incidente          | 4            |       |
| Rit | 24 | Roberto Mieres                         | Maserati 250F   | 34   | Sospensioni        | 10           |       |
| Rit | 20 | Luigi Musso                            | Maserati 250F   | 32   | Trasmissione       | 14           |       |
| Rit | 32 | José Froilán González                  | Ferrari 553     | 16   | Cambio             | 5            |       |
| Rit | 6  | Robert Manzon                          | Ferrari 625     | 16   | Motore             | 15           |       |
| Rit | 46 | Clemar Bucci                           | Gordini 16      | 13   | Trasmissione       | 17           |       |
| Rit | 44 | Jean Behra                             | Gordini 16      | 2    | Motore             | 12           |       |
| NQ  | 2  | Giovanni de Riu                        | Maserati A6GCM  |      | Non qualificato    | 21           |       |

## Statistiche

### Piloti
- 13ª vittoria per Juan Manuel Fangio
- 1° podio per Umberto Maglioli
- 6º e ultimo giro più veloce per José Froilán González
- 1º e ultimo Gran Premio per Giovanni de Riu
- Ultimo Gran Premio per Fred Wacker e Jorge Daponte

### Costruttori
- 4° vittoria per la Mercedes

### Motori
- 4ª vittoria per il motore Mercedes

### Giri al comando
- Karl Kling (1-3)
- Juan Manuel Fangio (4-5, 23, 68-80)
- Alberto Ascari (6-22, 24-44, 46-48)
- Stirling Moss (45, 49-67)

## Classifica Mondiale
| Pos | Pilota                | Punti         |
| --- | --------------------- | ------------- |
| 1   | Juan Manuel Fangio    | 42 (53.14)    |
| 2   | José Froilán González | 25.14 (26.64) |
| 3   | Maurice Trintignant   | 17            |
| 4   | Mike Hawthorn         | 16.64         |
| 5   | Karl Kling            | 10            |
| 6   | Bill Vukovich         | 8             |
|     | Hans Herrmann         | 8             |
| 8   | Nino Farina           | 6             |
|     | Jimmy Bryan           | 6             |
| 10  | Jack McGrath          | 5             |
| 11  | Stirling Moss         | 4.14          |
|     | Onofre Marimon        | 4.14          |
| 13  | Robert Manzon         | 4             |
|     | Sergio Mantovani      | 4             |
| 15  | Prince Bira           | 3             |
|     | Roberto Mieres        | 3             |
| 17  | Mike Nazaruk          | 2             |
|     | Luigi Villoresi       | 2             |
|     | André Pilette         | 2             |
|     | Élie Bayol            | 2             |
|     | Umberto Maglioli      | 2             |
| 22  | Duane Carter          | 1.5           |
|     | Troy Ruttman          | 1.5           |
| 24  | Alberto Ascari        | 0.14          |
|     | Jean Behra            | 0.14          |